# كيتمانشوب
كِتمَنشُوب أو كيتمانشوب (بالإنجليزية: Keetmanshoop)‏ هي مدينة، تتبع Keetmanshoop Urban ‏، وإقليم كاراس، بلغ عدد سكانها 18900 نسمة، في 2011، رمزها البريدي هو 2125.

## المناخ
يظهر الجدول التالي التغييرات المناخية على مدار السنة لكِتمَنشُوب:
| البيانات المناخية لـكِتمَنشُوب                                               | البيانات المناخية لـكِتمَنشُوب | البيانات المناخية لـكِتمَنشُوب | البيانات المناخية لـكِتمَنشُوب | البيانات المناخية لـكِتمَنشُوب | البيانات المناخية لـكِتمَنشُوب | البيانات المناخية لـكِتمَنشُوب | البيانات المناخية لـكِتمَنشُوب | البيانات المناخية لـكِتمَنشُوب | البيانات المناخية لـكِتمَنشُوب | البيانات المناخية لـكِتمَنشُوب | البيانات المناخية لـكِتمَنشُوب | البيانات المناخية لـكِتمَنشُوب | البيانات المناخية لـكِتمَنشُوب |
| الشهر                                                                     | يناير                       | فبراير                      | مارس                        | أبريل                       | مايو                        | يونيو                       | يوليو                       | أغسطس                       | سبتمبر                      | أكتوبر                      | نوفمبر                      | ديسمبر                      | المعدل السنوي               |
| ------------------------------------------------------------------------- | --------------------------- | --------------------------- | --------------------------- | --------------------------- | --------------------------- | --------------------------- | --------------------------- | --------------------------- | --------------------------- | --------------------------- | --------------------------- | --------------------------- | --------------------------- |
| متوسط درجة الحرارة الكبرى °م (°ف)                                         | 34.8 (94.6)                 | 34.0 (93.2)                 | 32.2 (90.0)                 | 28.8 (83.8)                 | 25.0 (77.0)                 | 21.7 (71.1)                 | 21.3 (70.3)                 | 23.5 (74.3)                 | 27.2 (81.0)                 | 30.1 (86.2)                 | 32.4 (90.3)                 | 34.5 (94.1)                 | 28.8 (83.8)                 |
| متوسط درجة الحرارة الصغرى °م (°ف)                                         | 19.0 (66.2)                 | 19.3 (66.7)                 | 17.8 (64.0)                 | 14.4 (57.9)                 | 10.4 (50.7)                 | 7.0 (44.6)                  | 6.4 (43.5)                  | 7.5 (45.5)                  | 10.7 (51.3)                 | 13.7 (56.7)                 | 15.7 (60.3)                 | 17.6 (63.7)                 | 13.3 (55.9)                 |
| الهطول مم (إنش)                                                           | 24 (0.9)                    | 42 (1.7)                    | 36 (1.4)                    | 15 (0.6)                    | 5 (0.2)                     | 2 (0.1)                     | 1 (0.0)                     | 1 (0.0)                     | 3 (0.1)                     | 6 (0.2)                     | 11 (0.4)                    | 13 (0.5)                    | 159 (6.1)                   |
| متوسط الرطوبة النسبية (%)                                                 | 28                          | 36                          | 40                          | 40                          | 38                          | 39                          | 36                          | 31                          | 27                          | 24                          | 24                          | 25                          | 32                          |
| ساعات سطوع الشمس الشهرية                                                  | 353                         | 300                         | 312                         | 306                         | 304                         | 287                         | 305                         | 323                         | 319                         | 343                         | 348                         | 370                         | 3٬870                       |
| نسبة وصول أشعة الشمس                                                      | 84                          | 82                          | 82                          | 89                          | 91                          | 91                          | 93                          | 93                          | 89                          | 87                          | 86                          | 86                          | 88                          |
| المصدر: Tabulation of Climate Statistics for Selected Stations in Namibia |                             |                             |                             |                             |                             |                             |                             |                             |                             |                             |                             |                             |                             |

## أعلام
- إنجيبورغ كورنر
- فيرجيل فريس
- كينيث ييتس